# 15604 Fruits
15604 Fruits è un asteroide della fascia principale. Scoperto nel 2000, presenta un'orbita caratterizzata da un semiasse maggiore pari a 2,2702378 UA e da un'eccentricità di 0,1827570, inclinata di 8,69713° rispetto all'eclittica.